# Tiris Zemmour

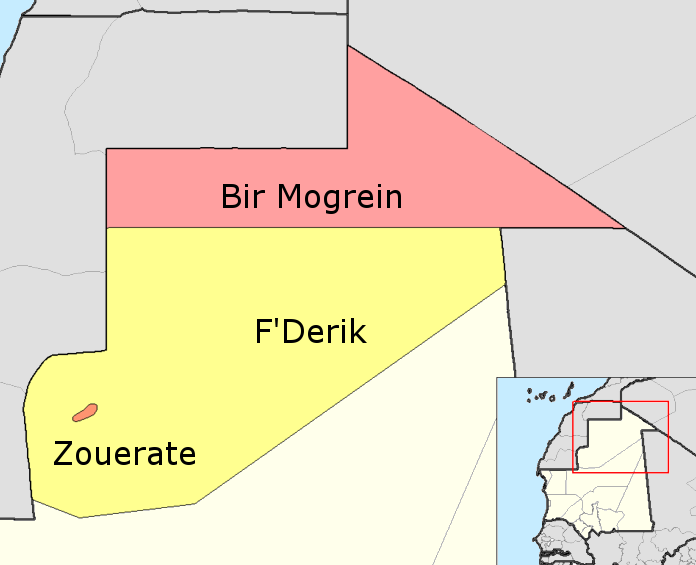
Departementen van Tiris Zemmour

Tiris Zemour (Arabisch: ولاية تيرس زمور) is een van de regio's van Mauritanië en veruit de grootste van de twaalf met bijna 253.000 vierkante kilometer. In 2005 telde de regio, die het gehele noorden van Mauritanië beslaat en in de Sahara-woestijn ligt, iets meer dan 41.000 inwoners. Daarmee heeft Tiris Zemour na Inchiri de kleinste bevolking en gezien de veel kleinere omvang van die laatste de laagste bevolkingsdichtheid van het land. De hoofdstad van Tiris Zemour is Zouérat en ligt in het zuidwesten van de regio. Deze stad is sinds rond 1998 de regionale hoofdstad. Voordien was dit Fderîck. De regio Tiris Zemour ontstond rond 1962 toen deze werd afgesplitst van de huidige zuiderbuur Adrar.

## Grenzen
Als noordelijk gelegen regio grenst Tiris Zemmour aan drie buurlanden van Mauritanië:
- Twee provincies van Algerije:
  - Tindouf in het westelijke noorden.
  - Adrar in het oostelijke noorden.
- Eén regio van Mali:
  - Timboektoe in het oosten.
- Tiris Zemour grenst ook aan het betwiste gebied Westelijke Sahara in het westen.

De regio heeft ook nog één regionale grens:
- Met Adrar in het zuiden en het zuidoosten.

## Districten
De regio is onderverdeeld in drie departementen:
- Bir Moghreïn
- Fderîck
- Zouérat

Adrar · Assaba · Brakna · Dakhlet Nouadhibou · Gorgol · Guidimakha · Hodh Ech Chargui · Inchiri · Nouakchott · Tagant · Tiris Zemmour · Trarza · Nouakchott (district)